# 哈默米爾巴赫河 (科爾巴赫河支流)
48°50′51.16″N 12°57′20.51″E / 48.8475444°N 12.9556972°E
哈默米爾巴赫河是德國的河流，位於該國東南部，由巴伐利亞負責管轄，屬於科爾巴赫河的支流，河道全長3.7公里，流域面積28.3平方公里。